# یاند
یاند (به مجاری:  Jánd) یک منطقهٔ مسکونی در مجارستان است که در سابولچ-ساتمار-برگ واقع شده‌است. یاند ۱۶٫۵۱ کیلومتر مربع مساحت و ۷۷۸ نفر جمعیت دارد.